# Friedbert W. Rüb
Friedbert W. Rüb (* 1953) ist ein deutscher Soziologe und Politikwissenschaftler. Er ist emeritierter Professor für „Politische Soziologie und Sozialpolitik“ am Institut für Sozialwissenschaften an der Humboldt-Universität zu Berlin.

## Werdegang
Friedbert Rüb schloss im Jahr 1973 sein Abitur in Tübingen ab.
Ab dem Wintersemester 1973/1974 studierte er an der Freien Universität Berlin, der Universität Marburg und der Universität Hannover Politikwissenschaften, Geschichte und Soziologie. Im Dezember 1980 schloss er sein Studium mit dem 1. Staatsexamen für das Lehramt. Im Mai 1982 begann Rüb mit seiner Promotion, gefördert mit einem Stipendium des Evangelischen Studienwerks. Seine Promotion schloss er Anfang des Jahres 1986 an der Universität Hannover ab und wurde wissenschaftliche Hilfskraft am Institut für politische Wissenschaft. Seine Dissertation wurde 1987 unter dem Titel Die Auswirkungen der Computertechnologie auf das politische System veröffentlicht. Nach verschiedenen Stationen als wissenschaftlicher Mitarbeiter und einem Gastaufenthalt am Massachusetts Institute of Technologie im Jahr 1988, nahm er ab 1995 ein Habilitationsstipendium der Deutschen Forschungsgemeinschaft (DFG) und wurde im Januar 1999 an der Universität Hannover habilitiert. Im November 1996 erhielt er zusammen mit Frank Nullmeier die Heinrich-Lünendonk-Medaille der Vereinigung der Sozialrechtslehrer für die Schrift Die Transformation der Sozialpolitik – Vom Sozialstaat zum Sicherungsstaat verliehen. 1997 hatte er eine Gastprofessur an der Universität Hamburg inne und vertrat den Lehrstuhl Vergleichende Regierungslehre von Christine Landfried. Von Ende 1999 bis Anfang 2001 hielt er eine Gastprofessur an der Ruprecht-Karls-Universität Heidelberg und vertrat Klaus von Beymes Lehrstuhl für Politikwissenschaft. Von 2001 bis 2002 hielt er eine Gastprofessor am Institut für Politische Wissenschaft der Universität Hamburg und vertrat dabei die Professur „Regierungslehre der Bundesrepublik Deutschland“, die vorher Joachim Raschke innehatte.
Zum Wintersemester 2003/2004 erhielt Rüb einen Ruf an die Universität Hamburg und wurde Professor für „Regierungslehre der Bundesrepublik Deutschland“. Diese Professur hatte er bis zum Wintersemester 2008/2009 inne, folgte dann aber einem Ruf an das Institut für Sozialwissenschaften der Humboldt-Universität zu Berlin und übernahm dabei den Lehrstuhl „Politische Soziologie und Sozialpolitik“ von Claus Offe. Nach dem Sommersemester 2018 wurde Rüb emeritiert und ist nun als Seniorprofessor tätig. Seinen Lehrstuhl übernahm die Schweizerin Hanna Schwander.

## Schriften (Auswahl)
- Die Auswirkungen der Computertechnologie auf das politische System. Dissertation, Peter Lang Verlag, Frankfurt am Main 1987.
- mit Frank Nullmeier: Die Transformation der Sozialpolitik. Von Sozialstaat zum Sicherungsstaat. Campus, Frankfurt am Main 1993.
- Das Amt der Staatspräsidenten Mittel- und Osteuropas. Eine vergleichende Studie seiner Genese, der verfassungsrechtlichen Position und politischen Dynamik in den postkommunistischen Transformationen. Habilitationsschrift, 1999.
- Schach dem Parlament! Regierungssysteme und Staatspräsidenten in den Demokratisierungsprozessen Osteuropas. Westdeutscher Verlag, Wiesbaden 2001.
- Das Jahrhundert der Politik. Eine Geschichte des 20. Jahrhunderts im Licht ihrer Politikbegriffe. Nomos, Baden-Baden 2020.